# コンテンポラリー・ジャズ (アルバム)
| 専門評論家によるレビュー | 専門評論家によるレビュー |
| レビュー・スコア         | レビュー・スコア         |
| 出典                     | 評価                     |
| ------------------------ | ------------------------ |
| Allmusic                 | [ 1 ]                    |

『コンテンポラリー・ジャズ』(Contemporary Jazz) は、ブランフォード・マルサリス・カルテットが2000年に発表したジャズのスタジオ・アルバム。1999年12月1日から4日にかけてニューヨークのベアーズビル・サウンド・スタジオ (Bearsville Sound Studios ) で、ブランフォード・マルサリス、エリック・レヴィス、ジェフ・テイン・ワッツ、ジョーイ・カルデラッツォが参加して録音された。

## 評価
このアルバムは、2000年の音楽を対象とした第43回グラミー賞で、最優秀ジャズ・インストゥメンタル・アルバム（個人もしくはグループ）を受賞し、『ビルボード』誌のトップ・ジャズ・アルバム・チャートでは、最高12位まで上昇した。
オールミュージック (AllMusic) のレビューで、デイヴィッド・R・アドラー (David R. Adler) は「ノックアウトもの (a knockout)」と評し、このカルテットが「巧みに、めまぐるしい一連のテンポの変更や、微妙なキュー出しを盛り込み、燃え上がるような即興演奏の全てが縫い目のない織物のように繰り広げられていく」と評した。『ジャズタイムズ』誌に寄稿したウィラード・ジェンキンス (Willard Jenkins) は、マルサリスが「卓越性を追求する過程で、自身の楽器の技量にも、作曲の技量にも、到底満足していないことをはっきりと示している。とりわけ抜群のリズム感覚で書かれた曲から、8楽章もの珠玉の作品が生み出される ...」と述べている。BBCの ClassicalMusic.com は、このアルバムを「ハードに展開される、パンチの効いた、急展開するカルテットの音楽が詰まったアルバムで、熱のこもった応酬と、カミソリのような切れ味があるが、それにもかかわらず嬉しくなるほど打ち解け、... ハードにスウィングしつつ、カルテットの力が絶頂に達する時には火山の噴火のようなパフォーマンスも見せる。」と評した。

## トラックリスト
| 全作詞・作曲: 特記のない限り、ブランフォード・マルサリス。 |                                                                           |                                             |                                             |       |
| #                                                          | タイトル                                                                  | 作詞                                        | 作曲・編曲                                  | 時間  |
| 1.                                                         | 「イン・ザ・クリース (In the Crease)」                                    | 特記のない限り、 ブランフォード・マルサリス | 特記のない限り、 ブランフォード・マルサリス | 6:46  |
| 2.                                                         | 「レクイエム (Requiem)」                                                  | 特記のない限り、 ブランフォード・マルサリス | 特記のない限り、 ブランフォード・マルサリス | 10:24 |
| 3.                                                         | 「イリジウム (Elysium)」                                                  | 特記のない限り、 ブランフォード・マルサリス | 特記のない限り、 ブランフォード・マルサリス | 15:58 |
| 4.                                                         | 「ほほよせて (Cheek to Cheek)」(アーヴィング・バーリン)                   | 特記のない限り、 ブランフォード・マルサリス | 特記のない限り、 ブランフォード・マルサリス | 8:46  |
| 5.                                                         | 「テインの暴動 (Tain Mutiny)」                                            | 特記のない限り、 ブランフォード・マルサリス | 特記のない限り、 ブランフォード・マルサリス | 8:21  |
| 6.                                                         | 「アヤンナ (Ayanna)」(エリック・レヴィス)                                 | 特記のない限り、 ブランフォード・マルサリス | 特記のない限り、 ブランフォード・マルサリス | 6:01  |
| 7.                                                         | 「カントロニアス・レックス (Countronious Rex)」(ジェフ・"テイン"・ワッツ) | 特記のない限り、 ブランフォード・マルサリス | 特記のない限り、 ブランフォード・マルサリス | 8:54  |

## パーソネル
- ブランフォード・マルサリス - サクソフォーン
- エリック・レヴィス - ベース
- ジェフ・"テイン"・ワッツ - ドラムス
- ジョーイ・カルデラッツォ - ピアノ